# چاتاکووا کلرادو

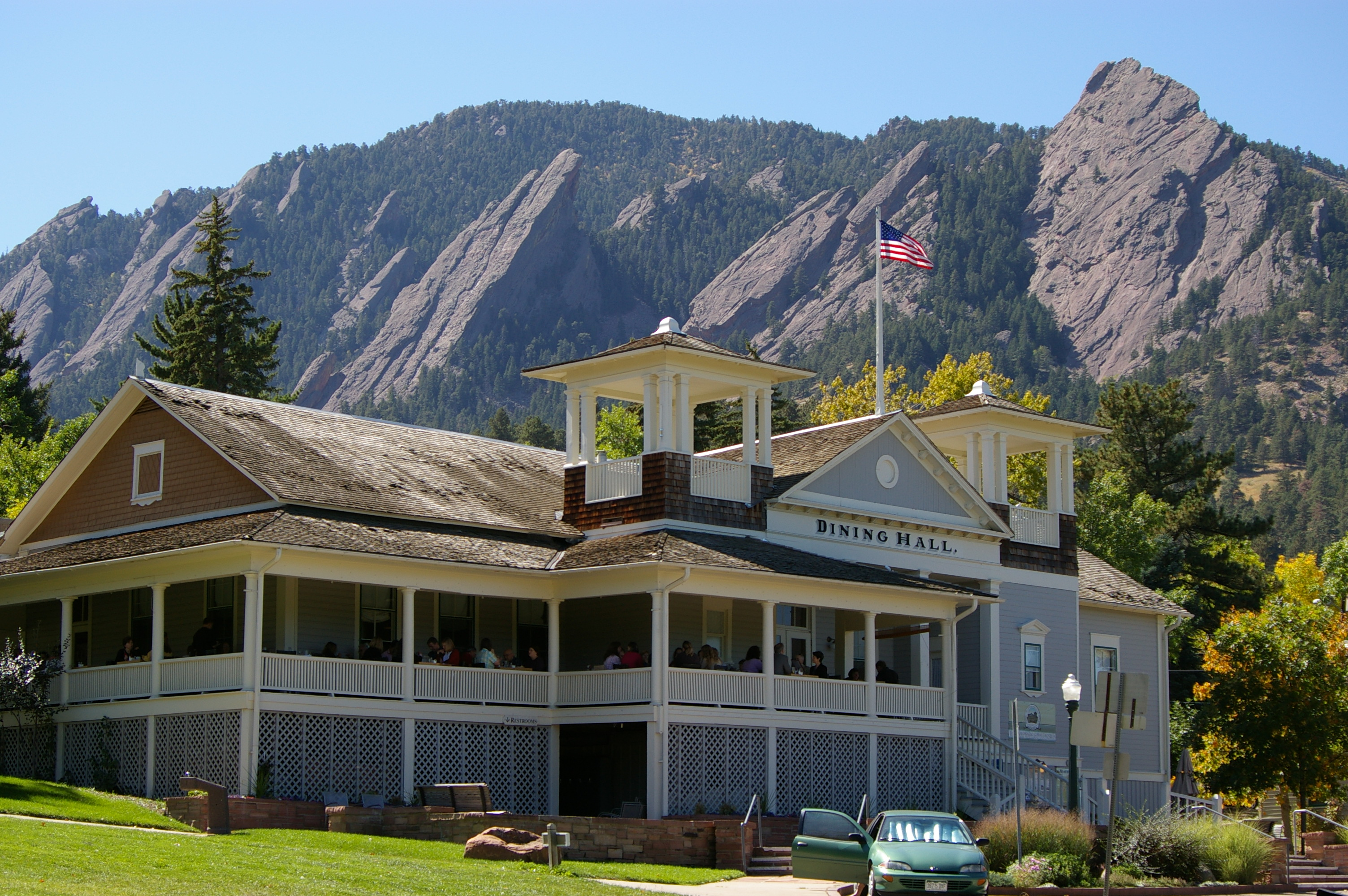
یک سالن غذاخوری در پارک چاتاکووا

پارک چاتاکووا پارکی واقع در بولدر است. این پارک قسمتی از ۸۰ هکتار اراضی می‌باشد که در سال ۱۸۹۸ به منظور حفظ حیات وحش توسط شهرداری بولدر خریداری شد. کنسرت‌های موسیقی همه ساله در تابستان در این مکان برگزار می‌شود. این کنسرت‌ها تعداد زیادی گردشگر را در این فصل از سال به بولدر می‌کشانند.